# Ki kicsoda a Bánságban
Ki kicsoda? – alcíme szerint a bánsági (Temesvár, 1930), második kiadásában az erdélyi és bánsági (Temesvár – Arad, 1931) közélet lexikonja. Szerkesztette Damó Jenő újságíró.
Ábécérendben felsorakoztatja a Bánság, ill. Erdély magyar, román, német, szerb és zsidó értelmiségét, iparos- és kereskedőrétegét, az állami és magántisztviselőket, vállalkozókat és a szellemi élet szereplőit is, a kor üzleti gyakorlata szerint mindazokat, akik a kiadvány megrendelésével lehetővé tették a kiadást. Ennek megfelelően a bánsági magyar szellemi élet képviselőinek jelenléte kissé alkalomszerű.